# 松尾國三
松尾 國三（まつお くにぞう、明治32年（1899年）6月8日 - 昭和59年（1984年）1月1日）は、日本の歌舞伎役者・実業家・芸能プロモーター。旅役者から立身出世して興行界やレジャー産業で幅広く活躍、「昭和の興行師」や「芸能界の黒い太陽」の異名をもつ。佐賀県伊万里市出身。

## 略歴
- 1899年 - 誕生。
- 1908年 - 旅芸人の一座に入る。
- 1914年 - 興行師として旗揚げ。
- 1920年 - 満州、朝鮮で歌舞伎公演。
- 1926年 - 米国、カナダで歌舞伎公演。
- 1931年 - 富士興行合資会社代表社員となる。
- 1934年 - 新宿歌舞伎座（四谷四丁目。近隣の角筈にあった「新歌舞伎座」とは別の劇場）を経営。
- 1948年 - 富士興業合資会社・雅叙園観光（現：東北雅叙園）株式会社社長就任。雅叙園観光ホテル開業。
- 1953年 - 大博劇場株式会社社長・富士興業株式会社社長就任。
- 1954年 - 千土地興行株式会社（後の日本ドリーム観光株式会社）代表取締役就任。
- 1955年 - 中国で二代目市川猿之助一座の歌舞伎公演。
- 1957年 - 財団法人松尾育英会設立。
- 1958年 - 大阪新歌舞伎座開場。
- 1960年 - 日米修好百年記念祭で米国公演。
- 1961年 - 奈良ドリームランド開園。
- 1962年 - 駐日メキシコ初代領事就任。
- 1964年 - 横浜ドリームランド開園。
- 1965年 - 日本観光政策審議会専門委員就任。
- 1970年 - 日本演劇興行協会初代会長就任。
- 1972年 - 千日デパート火災。
- 1979年 - 財団法人松尾芸能振興財団設立。
- 1984年 - 死去。墓所は台東区寛永寺。

松尾の没後、松尾一族が日本ドリーム観光から手を引くことになった事情については日本ドリーム観光の項を参照。現在は松尾の娘・昌出子（ひでこ）と孫・國之（くにゆき）が株式会社富士プロジェクト（富士興業の後身）・松尾育英会・松尾芸能振興財団の3事業を継承。富士プロジェクトは現在、賃貸不動産業をメインにサッカースクールの経営を行うクーバー・コーチング・ジャパンを子会社で行っており、松尾芸能振興財団は松尾芸能賞の主催および松尾の原点である子供歌舞伎・松尾塾の運営、松尾育英会は共同生活による大学修学支援事業を行っている。

## 関連書籍
- 著書『けたはずれ人生』講談社、1976年6月
- 現代風俗2001 物語の風俗 - ウェイバックマシン（2001年12月20日アーカイブ分）社団法人 現代風俗研究会編
- 浜野保樹『偽りの民主主義 GHQ・映画・歌舞伎の戦後秘史』角川書店、2008年10月。ISBN 978-4048839938
- 『松尾國三先生追悼録』松尾育英会同窓会、1984年10月